# 戈阿爾·加斯帕良
戈阿爾·米卡耶尔·加斯帕良（1924年12月14日—2007年5月16日）是亞美尼亞的歌劇演唱者，被世人稱作「亞美尼亞的夜鶯」。
她出生於开罗的亞美尼亞籍家庭。加斯帕良在當地就讀一所音樂學院。1948年他與來自中東地區的其他上千位亞美尼亞人移民到亚美尼亚苏维埃社会主义共和国。
在長年的職業生涯中，她總共在埃里温歌剧院演出了23齣不同的歌劇以及許多的音樂會。她也在葉裡溫國家音樂學院執教。加斯帕良也曾經是苏联人民艺术家、社會主義的工作英雄、以及聖梅斯羅布的指令承擔者。
加斯帕良後來在葉裡溫過世並埋葬於科米塔斯先賢祠。

## 外部連結
- 戈阿爾·加斯帕良 去世，A1+ News
- 戈阿爾·加斯帕良 過世，PanArmenian.Net （页面存档备份，存于）
- YouTube上的戈阿爾·加斯帕良恩演唱歌劇Anoush的片段